# Erhard Egidi
Erhard Egidi (23 avril 1929 à Rheinberg - 8 septembre 2014 à Hanovre) est un chantre, organiste et compositeur allemand de musique sacrée. Il est chantre à la Neustädter Kirche, à Hanovre, de 1972 à 1991, où il s'est concentré sur la musique lors de services religieux, mais dirige également des concerts, avec une préférence pour les œuvres de Jean-Sébastien Bach et de son propre professeur Ernst Pepping. Il est nommé responsable de la musique d'église de Hanovre. 

## Carrière

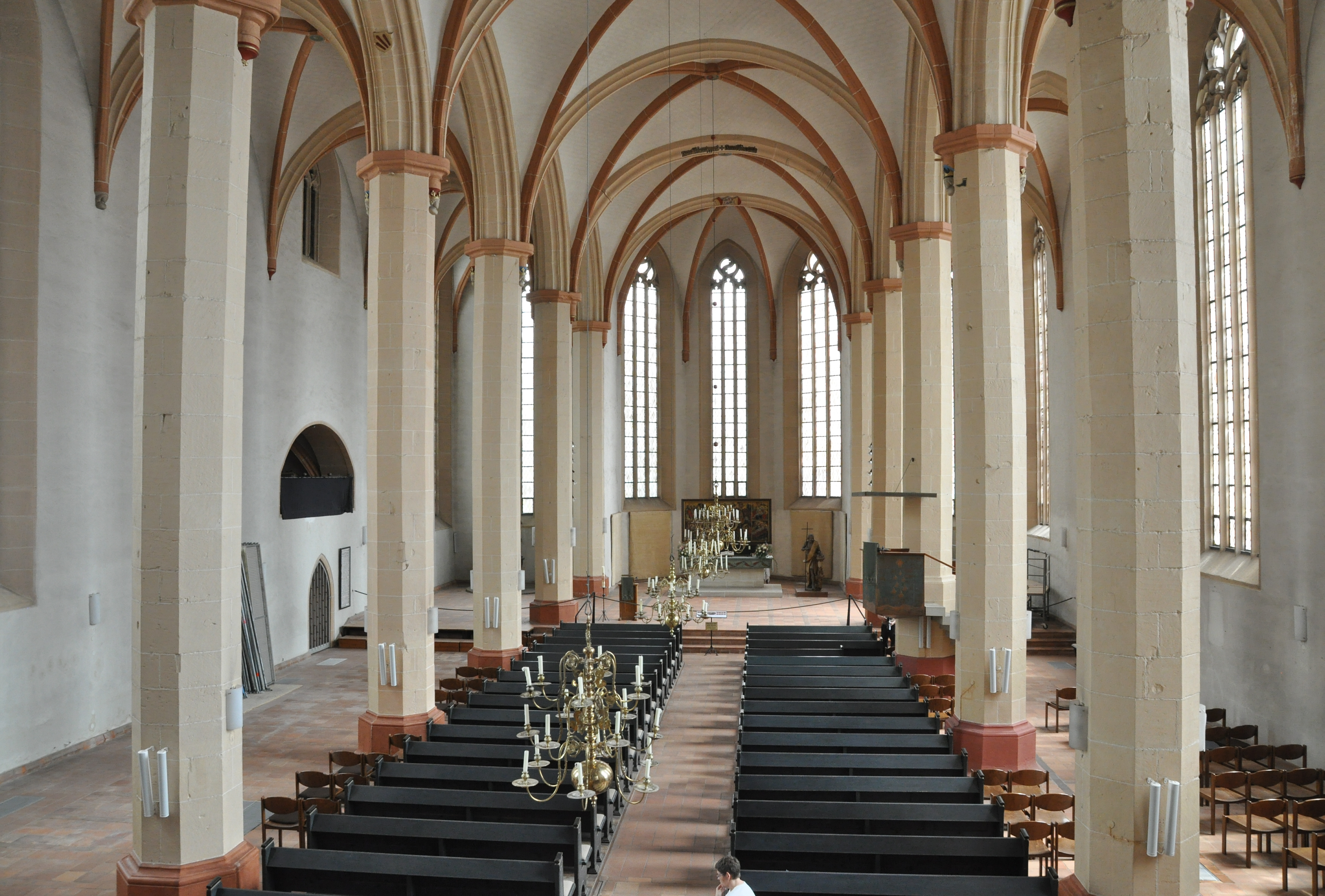
St. Lamberti, Hildesheim, où il travaille de 1954 à 1972

Né à Rheinsberg, il étudie à Berlin au Spandauer Kirchenmusikschule (académie de musique religieuse de Spandau) avec Gottfried Grote, Ernst Pepping et Herbert Schulze. Il est chantre à St. Lamberti, Hildesheim depuis 1954. Il inclut de la musique contemporaine, comme en 1957 un concert pour le dimanche de la Trinité avec des œuvres de Willy Burkhard, Johann Nepomuk David et l'arrangement de Pepping de l'évangile du dimanche , Jesus und Nikodemus  de l'évangile de Jean et un cadre de l'épître, "O welch eine Tiefe des Reichtums". 
À partir de 1972, Egidi est chantre à la Neustädter Kirche, à Hanovre, puis nommé responsable de la musique religieuse à Hanovre. Son premier concert avec le choral Kantorei St. Johannis présente la Missa in A de Bach et Vesperae solennes de confessore de Mozart. En tant que claviériste, il joué des œuvres pour clavecin, telles que les Variations Goldberg de Bach, et pour clavicorde, par exemple une sonate de Friedrich Wilhelm Rust. Il interprété la Clavierübung III de Bach avec son épouse Maria sur deux orgues en 1986. Chaque automne, la chorale effectue une tournée avec un programme a cappella. En 1980, il inclut un concert à la Marktkirche de Wiesbaden, avec le motet de Leonhard Lechner, Ach Gott, Dir tu ich klagen, le motet Der Geist hilft unser Schwachheit auf, BWV 226 de Bach et le  Missa Dona nobis pacem de Pepping. Il joue notamment à Copenhague (1972), Paris (1973), Strasbourg (1979) et Vaduz (1987), et les petites villes qui ne soutiennent pas les chorales. 
Egidi fonde l'orchestre de chambre Saint-Jean, principalement composé d'enseignants et d'étudiants de la Musikhochschule Hannover, pour jouer avec la chorale et effectuer des concerts instrumentaux. Il se produit en 1979 avec le Messie de Haendel avec les solistes Ute Frühhaber, Renate Naber, Lutz-Michael Harder et Heiner Eckels. En 1982, il dirige la Passion selon saint Matthieu de Bach avec Harder comme évangéliste et Gerhard Faulstich comme vox Christi. Le 11 juin 1983, Egidi dirige la messe en si mineur de Bach pour la 20e assemblée de l'Église protestante allemande. En 1986, il combine le Canticum sacrum d’Igor Stravinsky et Ein deutsches Requiem de Brahms. En 1988, il dirige Cantata de Stravinsky et Grande Messe en ut mineur de Mozart, en 1990 la messe en si mineur de Bach. 
En novembre 1990, il interprète un Trauermusik (Musique funèbre) de Johann Anton Coberg perdue depuis 300 ans. Le propriétaire retrouvé un imprimé de 1683, soit une vingtaine de pages, dans une ferme proche de Loccum. Coberg est le premier organiste à la Neustädter Kirche, qui a composé l'œuvre à la mémoire de Heinrich von Voß, qui a servi à la cour d'Ernest-Auguste et est décédé le 23 septembre 1682. La première représentation le 24 octobre 1682 est dirigée par le chantre Arnold Meyer. Le travail est défini pour un maximum de huit voix et continuo et contient les dix strophes de l'hymne " Herr Jesus Christ, meins Lebens Licht  "(1608), entrecoupé de concertos sur des passages de la Bible et d'un motet de conclusion pour double chœur. Egidi prépare les parties de la partition et combine l'œuvre en concert le 25 novembre 1990 avec le motet Komm, Jesu, komm  de Bach et cantate Wachet auf, ruft uns die Stimme, BWV 140 et Psalmensymphonie de Stavinsky. 
Lors de son dernier concert avant sa retraite en 1991, Egidi se produit une nouvelle fois en 1991 dans la Passion selon saint Matthieu de Dantes Diwiak, avec comme évangéliste Anselm Richter comme vox Christi, avec Monika Frimmer, Ralf Popken et Joachim Gebhardt. L’examen par Hugo Thielen du 12 mars 1991 dans la ZAT a mis l’accent sur le dynamisme dramatique et la concentration des performances. 
Il continue à donner des concerts pour instruments à clavier historiques, comme un programme pour clavicorde le 13 octobre 2001. Plusieurs de ses étudiants privés en orgue sont devenus des chantres, tels que Axel Fischer et Alexander Kuhlo. Egidi compose des œuvres destinées à être utilisées dans l'église. Certaines sont publiées par Carus-Verlag. 
Egidi est décédé le 8 septembre 2014 à l'âge de 85 ans.